# Первоцвет Юлии
Первоцве́т Ю́лии, или При́мула Ю́лии (лат. Prímula juliae) — многолетнее травянистое растение из рода Первоцвет.

## Название вида
Вид был впервые обнаружен Юлией Людовиковной Млокосевич 20 апреля 1900 года в Лагодехском ущелье (Российская империя), в том же году он был описан Н. И. Кузнецовым и назван в честь неё.

## Распространение
Эндемик восточной части Большого Кавказа. Первоцвет Юлии растет одиночно или небольшими группами на обильно увлажненных сланцевых скалах в горах. Численность популяции низкая. Местообитания разрушаются при добыче полезных ископаемых и дорожно-строительных работ, в результате выпаса скота.

## Описание вида
Высота растения около 10 см.
Листья светло-зелёные, округло-почковидные, цельные, зубчатые, черешки крыловидные, перистое жилкование.
Цветки обоеполые, соцветия в виде зонтика, розовато-лиловато-малиновые с желтым пятном в центре, одиночные, до 3 см в диаметре.
Период цветения — с конца апреля до середины мая.
Имеет мочковатую корневую систему.
Также у цветка присутствуют сухие плоды, своим внешним видом напоминают коробочку. 

## В культуре

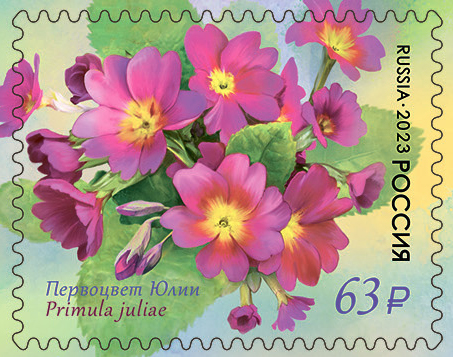
Первоцвет Юлии на почтовой марке России 2023 года

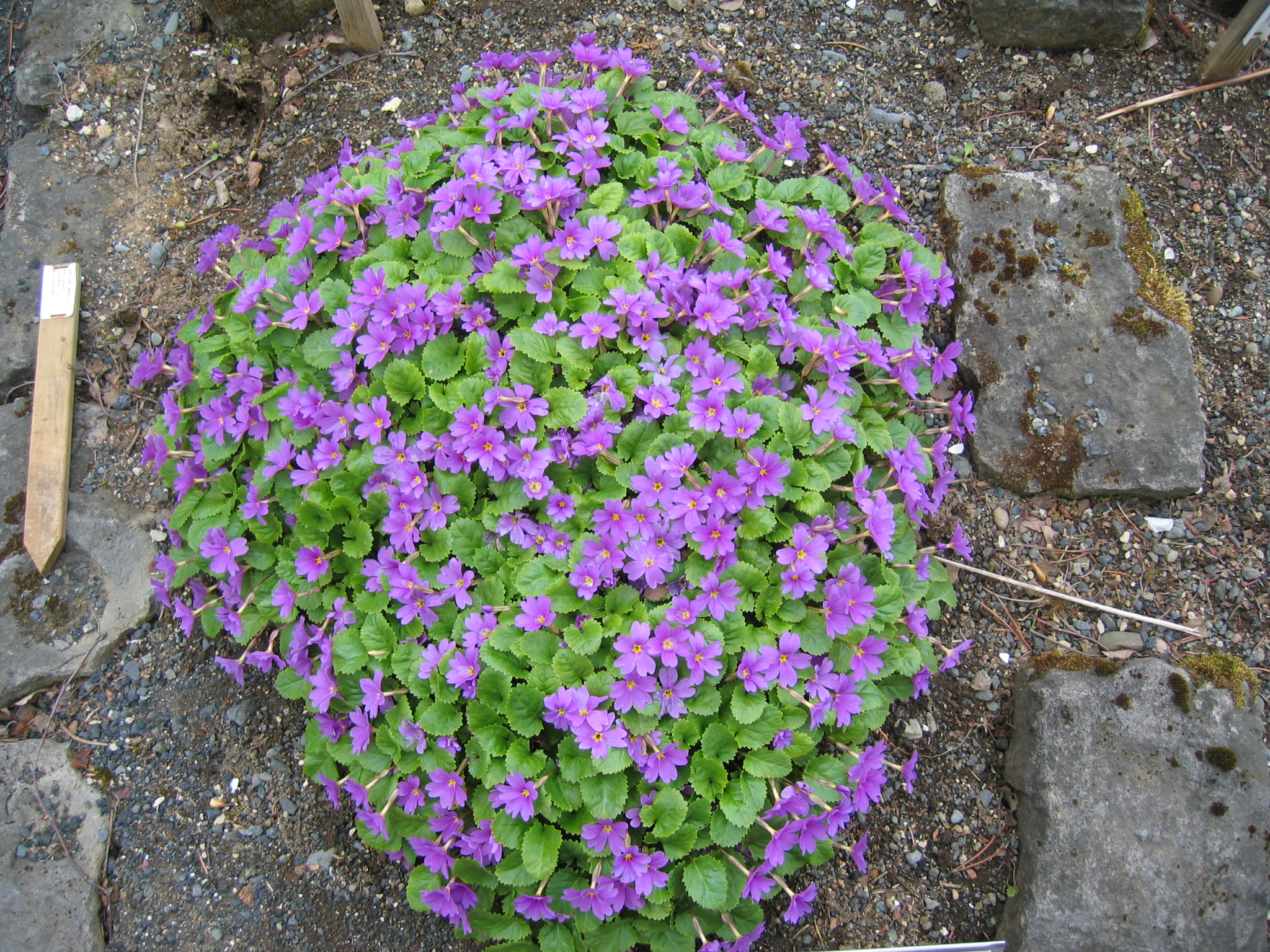

В культуре неприхотлива и теневынослива. Сорта объединены под названием Juliae Hybrids (Dark Juliae, Lilac Juliae и др.). Первые сорта с различной окраской цветков были получены в Англии в начале XX века.
Почва: рыхлая, питательная, с добавлением перегноя или листовой земли.
Размножение: семенами и делением куста. Кусты делят через 4-5 лет ранней весной или по окончании цветения — в сентябре. Высаживают по схеме 15-20×20-25 см, в зависимости от размера куста. Семена высеивают сразу после сбора. Сеянцы пикируют, предоставляя площадь питания 10х10 см. Зацветают на 2-й год.
На зиму растения прикрывают лапником, сухим листом, или мульчируют перегноем.
Лучше всего для него перекрестное опыление с помощью насекомых.